# Reichskonkordat

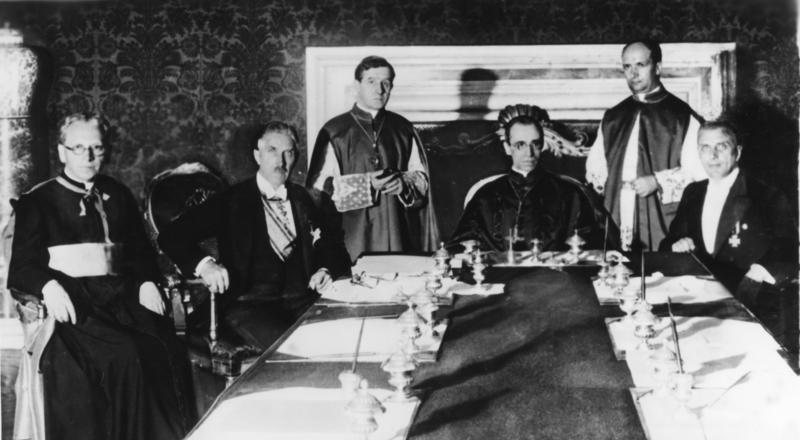
D'esquerra a dreta: Monsenyorr Ludwig Kaas, el Vice-canceller alemany Franz von Papen, el Sots-secretari eclesiàstic Giuseppe Pizzardo, el Cardenal Secretari d'Estat Eugenio Pacelli, Alfredo Ottaviani i el Secretari del Ministeri de l'Interior alemany Rudolf Buttmann.

El Reichskonkordat és el concordat entre la Santa Seu i el Tercer Reich. Va ser signat el 20 de juliol de 1933 pel cardenal Secretari d'Estat Eugenio Pacelli i el vicecanceller alemany Franz von Papen en nom del papa Pius XI i el president alemany Paul von Hindenburg respectivament. L'acord entre els dos països continua vigent.

## Història
Les regions de Baviera, Renània i Westfàlia eren predominantment catòliques i l'Església gaudia d'un cert grau de privilegis. La Alemanya del Nord i Alemanya eren profundament protestants, i els catòlics patien algun tipus de discriminació. Al final del segle xix, el Kulturkampf d'Otto von Bismarck va ser un intent de limitar els poders i privilegis de les institucions catòliques a Alemanya. En aquest clima, l'Església buscava un concordat que pogués garantir la seva llibertat. Una vegada Hitler va arribar al poder i va començar a promulgar lleis restrictives contra les institucions religioses, la necessitat d'un concordat semblava més urgent.
La Revolució de 1918 i la Constitució de Weimar de 1919 havien reformat profundament la relació entre l'Església i l'Estat. No obstant això, la Santa Seu, representada a Alemanya pel nunci apostòlic Eugenio Pacelli, va fer alguns intents sense èxit per obtenir acords amb Alemanya, i entre els anys 1930 i 1933 va intentar iniciar negociacions amb els representants de la República. Els successius governs alemanys Al febrer de 1930, Pacelli es va convertir en secretari d'Estat del Vaticà i en aquesta posició va continuar treballant cap a l'objectiu del concordat.
Al nivell dels estats alemanys individuals, es va aconseguir el concordat amb Baviera (1924), Prússia (1929) i Baden (1932). A nivell nacional, però, les negociacions van fallar per diverses raons: la fragilitat del govern nacional; oposició dels diputats socialistes i protestants al Reichstag.
El 30 de gener de 1933, Adolf Hitler va ser nomenat canceller. L'abril va enviar al seu vicecanceller Franz von Papen, un noble catòlic, a Roma per oferir negociacions per al Reichskonkordat. El concordat va ser finalment signat per Pacelli en nom del Vaticà i per Franz von Papen per Alemanya, el 20 de juliol, a Roma. Per a l'ocasió, Pío XI va donar a von Papen l'honor pontifici de la Gran Creu de l'Orde de Pius IX, reservat als ministres en visita d'estat.
El Reichskonkordat va ser ratificat el 10 de setembre de 1933. Al concordat, Alemanya prohibia completament tota interferència clerical al camp polític (articles 16 i 32). També va assegurar la lleialtat dels bisbes a l'estat mitjançant un jurament i va exigir que tots els sacerdots fossin alemanys i sotmesos a superiors alemanys. També s'imposaven restriccions a les organitzacions catòliques. Just abans de la signatura del Reichskonkordat, Alemanya va signar acords similars amb les principals confessions protestants alemanyes.
Segons el cardenal Pacelli, la signatura del Concordat no implicava un reconeixement de la ideologia nacionalsocialista, com a tal, per la cúria. Al contrari, era una tradició de la Santa Seu tractar amb tots els socis possibles –o fins i tot amb sistemes totalitaris– per protegir l'Església i garantir l'assistència espiritual. El règim nazi no havia dubtat, en les setmanes anteriors a la conclusió de l'acord, a pressionar a la Santa Seu amb accions contundents: en només vint dies es van posar a la presó 92 sacerdots, es van tancar nou diaris catòlics i es van fer investigacions a dotzenes dels cercles catòlics.

## Termes i violacions
Els punts principals de l'acord són:
- El dret a la llibertat de la religió catòlica (article 1).
- Els acords estatals amb Baviera, Prússia i Baden continuen essent vàlids (article 2).
- Correspondència lliure entre la Santa Seu i els catòlics alemanys (article 4).
- El dret de l'Església a cobrar l'impost eclesiàstic (art. 13).
- El jurament de lleialtat dels bisbes[5] (art. 16).
- L'ensenyament de la religió catòlica a les escoles (art. 21): els professors de religió catòlica només poden ser contractats amb l'aprovació del bisbe (art. 22).
- Protecció de les organitzacions catòliques i llibertat de pràctica religiosa (art. 31).
- Els clergues no poden ser membres de partits (article 32).

Quan el govern nazi va violar el concordat (en particular l'article 31), els bisbes i el papat van protestar contra aquestes violacions. Les protestes van culminar amb l'encíclica del Papa Pius XI Mit brennender Sorge del 1937 .